# Ruslan Platon
Ruslan Serhijovyč Platon (in ucraino Руслан Сергійович Платон?; Snjačiv, 12 gennaio 1982) è un ex calciatore ucraino, di ruolo attaccante.